# Gonaxia crassa
Gonaxia crassa är en nässeldjursart som beskrevs av Vervoort 1993. Gonaxia crassa ingår i släktet Gonaxia och familjen Sertulariidae. Inga underarter finns listade i Catalogue of Life.